# Fass Reisen
Fass Reisen ist ein im Besitz des Firmengründers befindliches Busverkehrsunternehmen in Wilhelmshaven.

## Geschichte
Das Unternehmen wurde am 1. Mai 1965 von Werner Fass in Wilhelmshaven gegründet. Das einzige Fahrzeug war damals ein gebrauchter 41-Sitzer Setra-Bus, der erste neue Bus wurde erst 1969 angeschafft. 1967 wurde nach einer aus der Übernahme des Fuhrbetriebs Friedr. Popken resultierenden Betriebserweiterung der Umzug nötig. Die damals bezogene Betriebsstätte ist bis heute Sitz von Fass Reisen.
1971 erfolgte die Übernahme der Firma Pirle. Im Folgejahr wurde erstmals Linienverkehr betrieben, damals als Subunternehmer für die Deutsche Bundesbahn. Die nächsten Jahre waren vor allem geprägt durch die Erweiterung des Reisebusverkehrs, was mehrfach eine Erweiterung des Firmengeländes nach sich zog.
Im Oktober 1975 wurde erstmals eine Stadtbuslinie betrieben. Die zwischen Wilhelmshaven und Wiesmoor verkehrende Linie 12 war damals Auftragsverkehr für die Stadtwerke Wilhelmshaven, von denen ein Jahr später auch die Wilhelmshavener Stadtrundfahrten übernommen wurden. Diese Linie wird noch immer durch Fass Reisen betrieben, mittlerweile innerhalb des VEJ als Linie 111.
Eine weitere größere Erweiterung des Unternehmens erfolgte erst 1988, als erstmals Fahrleistungen für die Landesbühne Niedersachsen Nord erfolgten und die Firma Evers übernommen wurde. Die nächsten Akquisitionen erfolgten 1991 und 1994. Betroffen waren die Firma A. Meiners deren Omnibusse und Aufträge übernommen wurden bzw. die Firma Johann Hagen, die komplett in Fass Reisen aufging.

## Betriebsbereiche

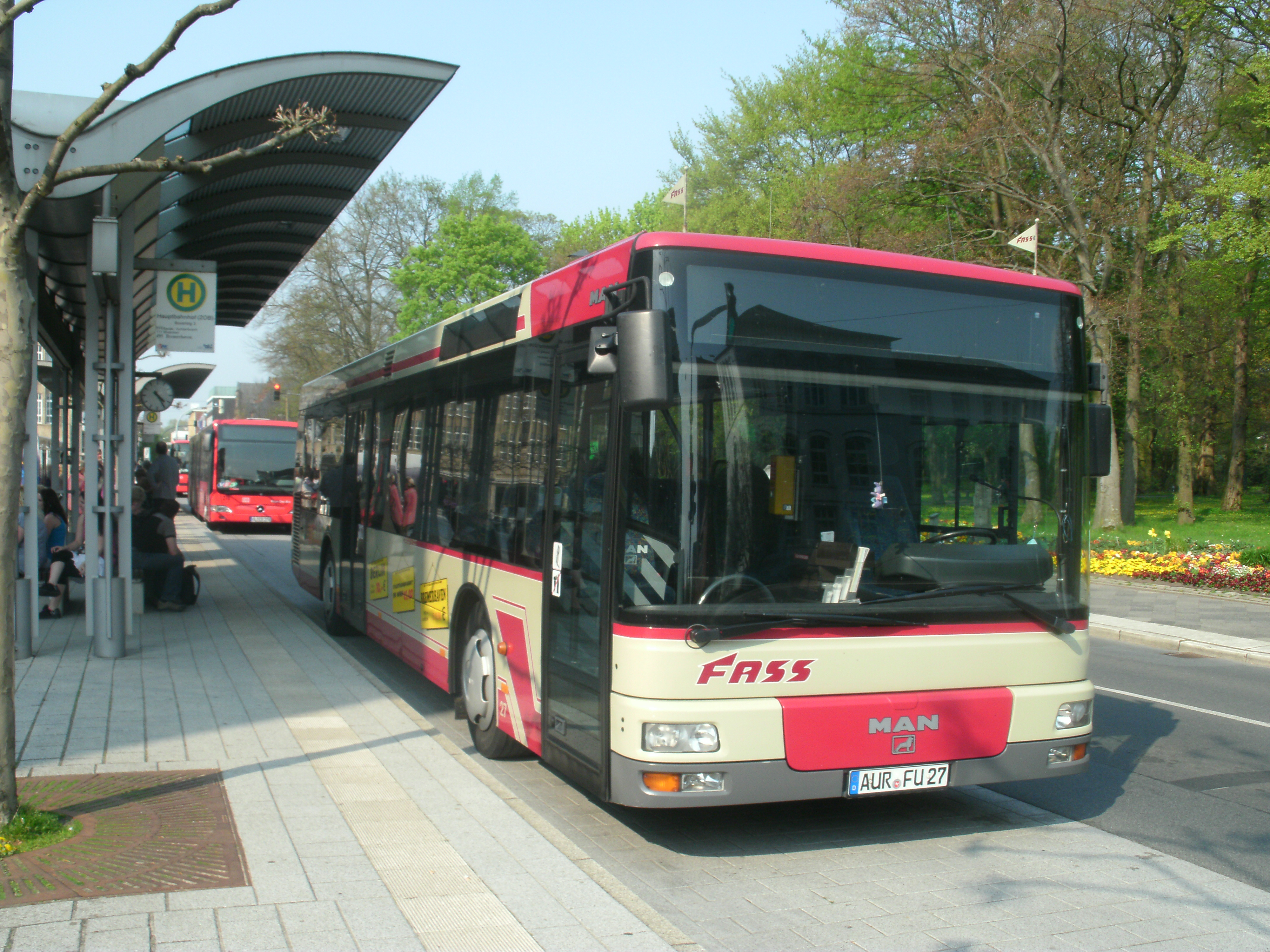
Niederflur-Linienbus von Fass Reisen am ZOB Wilhelmshaven

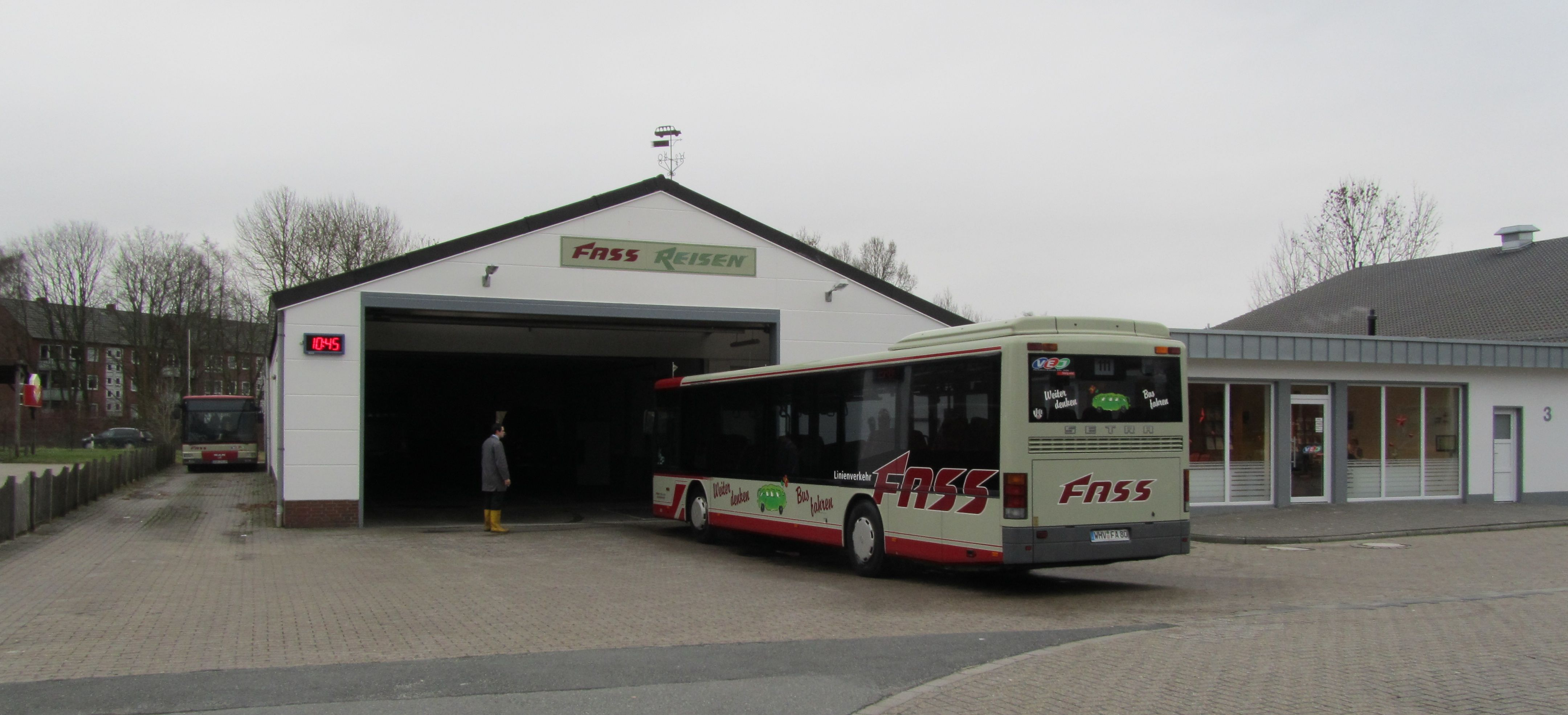
Fass-Betriebshof in Wilhelmshaven

### ÖPNV
Neben der seit 1975 bestehenden Linie 111 Wilhelmshaven – Sanderbusch – Horsten – Wiesmoor betrieb Fass von 2004 bis Anfang 2017 noch eine weitere Linie. Diese Regionalbuslinie 495 führte von Wilhelmshaven nach Bremerhaven. Der Verkehr wurde zunächst als Fernbuslinie Jade-Weser-Express gestartet und gehörte zu keinem Verkehrsverbund.

### Fernbus
Von Ostern 1998 bis Mai 2016 betrieb Fass Reisen mehrere Fernbuslinien unter dem Namen Jade-Express-Linien.

### Busreisen
Es werden regelmäßig Gruppenreisen und Tagesausflüge in Urlaubsgebiete Europas angeboten. Die innerdeutschen Urlaubsziele sind zur Anreise mit den eigenen Fernbuslinien verknüpft.

### Weitere Geschäftsbereiche
Mit zwei Sattelzügen wird die Ausrüstung der Landesbühne Niedersachsen Nord zu ihren Spielorten gebracht. Dies geschieht sowohl im Regelbetrieb als auch für Sondergastspiele. Zudem werden Klein- und Reisebusse vermietet.